# 施泰納赫河 (美因河支流)
50°03′08″N 10°17′53″E / 50.052162°N 10.298010°E

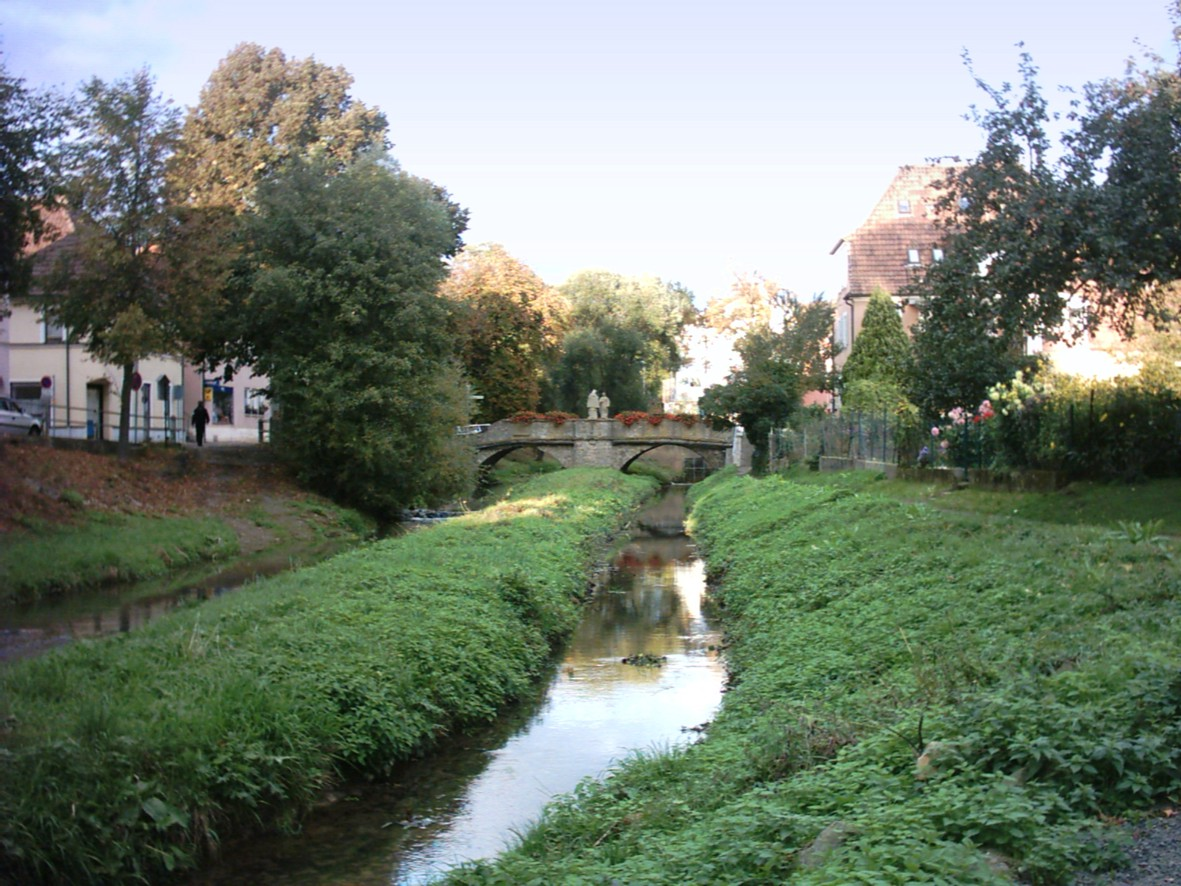

施泰納赫河（德語：Steinach），是德國的河流，位於該國東南部，由巴伐利亞負責管轄，屬於美因河的右支流，河道全長9.6公里，流域面積52.4平方公里，河口處在紹農根。